# Aaron Brooks (lutador)
Aaron Marquel Brooks (Hagerstown, 15 de junho de 2000) é um lutador de estilo-livre estadunidense.

## Carreira
Brooks nasceu em Hagerstown, Maryland e estudou na North Hagerstown High School. Durante seus anos de ensino médio, Brooks foi quatro vezes campeão nacional da NHSCA e quatro vezes campeão estadual da MPSSAA, com um recorde de 163–2 no estado de Maryland. No estilo livre, Brooks se tornou campeão mundial sub-17 antes de seu último ano. O melhor recruta em 182 libras, Brooks se comprometeu a lutar pelo Penn State Nittany Lions no início de 2018.
Em abril, Brooks competiu nas seletivas da equipe olímpica dos EUA, onde depois de derrotar os campeões da NCAA Alex Dieringer e Zahid Valencia, bem como Connor Mirasola, ele avançou para a final de melhor de três, onde enfrentaria novamente seu companheiro de equipe e campeão olímpico e duas vezes mundial David Taylor. Ele derrotou Taylor duas vezes consecutivas para perturbá-lo e ganhar o direito de representar os Estados Unidos nas Olimpíadas de Verão de 2024 em agosto, como membro da equipe olímpica dos EUA.
Em agosto, Brooks fez sua estreia olímpica nos Jogos Olímpicos de Verão de 2024 em Paris. No primeiro dia, Brooks derrotou o bicampeão mundial Azamat Dauletbekov do Cazaquistão e o campeão mundial sub-20 Hayato Ishiguro do Japão para chegar às semifinais, onde caiu para o eventual medalhista de ouro Magomed Ramazanov da Bulgária, após perder a liderança nos segundos finais da luta. No dia seguinte, Brooks disputou a disputa pela medalha de bronze, derrotando Javrail Shapiev do Uzbequistão para ganhar o bronze.